# Restauradores
Restauradores – stacja metra w Lizbonie, na linii Azul. Jest to jedna z jedenastu stacji należących do sieci pierwotnej metra w Lizbonie, zainaugurowanej 29 grudnia 1959.
Nazwa pochodzi od pomnika i placu Restauradores (Odnowicieli) w pobliżu stacji, upamiętniające przywrócenie niepodległości kraju w 1640 roku. Miejsce stanowiące turystyczne centrum miasta i w bliskim sąsiedztwie portu pełna jest jednak urokliwych restauracji. 
Ta stacja znajduje się na Praça dos Restauradores. Stacja zapewnia dostęp do Coliseu dos Recreios, Teatro Politeama, siedziby Santa Casa da Misericórdia de Lisboa, Elevador da Glória i dworca kolejowego Rossio. Podobnie jak najnowsze stacje metra w Lizbonie, jest przystosowana do obsługi pasażerów niepełnosprawnych.